# Liste des municipalités régionales de comté du Québec
La liste des municipalités régionales de comté (MRC) et des territoires équivalents (TÉ) du Québec regroupe l'ensemble des MRC et des TÉ ayant des fonctions de MRC de la province de Québec, au Canada, avec leur codification, leur superficie, leur population, ainsi que leur chef-lieu et leur région d'appartenance.

## Municipalités régionales de comté
Les municipalités régionales de comté (MRC) constituent la première subdivision politique au Québec, sous la province, considérant que les régions administratives ne jouissent d'aucun pouvoir politique. À des fins statistiques, Statistique Canada subdivise les territoires provinciaux en plusieurs divisions de recensement. Au Québec, ce sont les territoires des MRC et des TÉ qui sont assimilés aux divisions de recensement. Cependant, en raison de leur fort nombre, six MRC sont regroupées avec d'autres MRC ou des TÉ afin de former une division de recensement unique. Cette distinction – utile uniquement sur le plan statistique –, n'a aucun effet sur le pouvoir politique que possèdent ces MRC et TÉ. 
| Municipalités régionales de comté | Municipalités régionales de comté | Municipalités régionales de comté | Municipalités régionales de comté | Municipalités régionales de comté | Municipalités régionales de comté   | Municipalités régionales de comté | Municipalités régionales de comté | Région administrative         |
| Nom officiel                      | Code stat.                        | Code géo.                         | Superficie terres (km²)           | Population (2021)                 | Chef-lieu                           | Mun.                              | Créée le                          | Région administrative         |
| --------------------------------- | --------------------------------- | --------------------------------- | --------------------------------- | --------------------------------- | ----------------------------------- | --------------------------------- | --------------------------------- | ----------------------------- |
| Abitibi                           | 2488                              | 880                               | 7 679,36                          | 24 764                            | Amos                                | 18                                | 1983-01-01                        | Abitibi-Témiscamingue         |
| Abitibi-Ouest                     | 2487                              | 870                               | 3 334,92                          | 20 526                            | La Sarre                            | 23                                | 1982-01-01                        | Abitibi-Témiscamingue         |
| Acton                             | 2448                              | 480                               | 579,80                            | 15 654                            | Acton Vale                          | 8                                 | 1983-01-01                        | Montérégie                    |
| Antoine-Labelle                   | 2479                              | 790                               | 14 976,99                         | 36 462                            | Mont-Laurier                        | 28                                | 1983-01-01                        | Laurentides                   |
| Argenteuil                        | 2476                              | 760                               | 1 252,97                          | 34 752                            | Lachute                             | 9                                 | 1983-01-01                        | Laurentides                   |
| Arthabaska                        | 2439                              | 390                               | 1 890,18                          | 74 348                            | Victoriaville                       | 22                                | 1982-01-01                        | Centre-du-Québec              |
| Avignon                           | 2406                              | 060                               | 3 487,51                          | 13 415                            | Maria                               | 15                                | 1981-03-18                        | Gaspésie–Îles-de-la-Madeleine |
| Beauce-Centre                     | 2427                              | 270                               | 840,10                            | 19 253                            | Beauceville                         | 10                                | 1982-01-01                        | Chaudière-Appalaches          |
| Beauce-Sartigan                   | 2429                              | 290                               | 1 954,50                          | 53 384                            | Saint-Georges                       | 16                                | 1982-01-01                        | Chaudière-Appalaches          |
| Beauharnois-Salaberry             | 2470                              | 700                               | 471,26                            | 68 322                            | Beauharnois                         | 7                                 | 1982-01-01                        | Montérégie                    |
| Bécancour                         | 2438                              | 380                               | 1 144,67                          | 20 748                            | Bécancour                           | 13                                | 1982-01-01                        | Centre-du-Québec              |
| Bellechasse                       | 2419                              | 190                               | 1 751,06                          | 38 000                            | Saint-Lazare-de-Bellechasse         | 20                                | 1982-01-01                        | Chaudière-Appalaches          |
| Bonaventure                       | 2405                              | 050                               | 4 379,40                          | 17 557                            | New Carlisle                        | 14                                | 1981-04-08                        | Gaspésie–Îles-de-la-Madeleine |
| Brome-Missisquoi                  | 2446                              | 460                               | 1 652,08                          | 64 786                            | Cowansville                         | 21                                | 1983-01-01                        | Estrie                        |
| Caniapiscau                       |                                   | 972                               | 65 543,23                         | 3 882                             | Fermont                             | 9                                 | 1982-01-01                        | Côte-Nord                     |
| Charlevoix                        | 2416                              | 160                               | 3 763,22                          | 13 371                            | Baie-Saint-Paul                     | 7                                 | 1982-01-01                        | Capitale-Nationale            |
| Charlevoix-Est                    | 2415                              | 150                               | 2 307,23                          | 15 409                            | Clermont                            | 9                                 | 1982-01-01                        | Capitale-Nationale            |
| Coaticook                         | 2444                              | 440                               | 1 339,80                          | 18 906                            | Coaticook                           | 12                                | 1982-01-01                        | Estrie                        |
| D'Autray                          | 2452                              | 520                               | 1 249,30                          | 44 080                            | Berthierville                       | 15                                | 1982-01-01                        | Lanaudière                    |
| des Chenaux                       |                                   | 372                               | 871,20                            | 19 180                            | Saint-Luc-de-Vincennes              | 10                                | 2002-01-01                        | Mauricie                      |
| Deux-Montagnes                    | 2472                              | 720                               | 243,42                            | 102 052                           | Saint-Eustache                      | 8                                 | 1983-01-01                        | Laurentides                   |
| Drummond                          | 2449                              | 490                               | 1 600,26                          | 107 967                           | Drummondville                       | 18                                | 1982-01-01                        | Centre-du-Québec              |
| Joliette                          | 2461                              | 610                               | 418,12                            | 71 124                            | Joliette                            | 10                                | 1982-01-01                        | Lanaudière                    |
| Kamouraska                        | 2414                              | 140                               | 2 244,73                          | 21 307                            | Saint-Pascal                        | 19                                | 1982-01-01                        | Bas-Saint-Laurent             |
| La Côte-de-Beaupré                | 2421                              | 210                               | 4 865,97                          | 30 240                            | Château-Richer                      | 11                                | 1982-01-01                        | Capitale-Nationale            |
| La Côte-de-Gaspé                  | 2403                              | 030                               | 4 098,80                          | 17 547                            | Gaspé                               | 7                                 | 1982-01-01                        | Gaspésie–Îles-de-la-Madeleine |
| Lac-Saint-Jean-Est                | 2493                              | 930                               | 2 779,97                          | 52 475                            | Alma                                | 18                                | 1982-01-01                        | Saguenay–Lac-Saint-Jean       |
| La Haute-Côte-Nord                | 2495                              | 950                               | 11 612,68                         | 10 278                            | Les Escoumins                       | 10                                | 1982-01-01                        | Côte-Nord                     |
| La Haute-Gaspésie                 | 2404                              | 040                               | 5 066,06                          | 10 950                            | Sainte-Anne-des-Monts               | 10                                | 1981-03-18                        | Gaspésie–Îles-de-la-Madeleine |
| La Haute-Yamaska                  | 2447                              | 470                               | 636,81                            | 92 796                            | Granby                              | 8                                 | 1982-03-03                        | Estrie                        |
| La Jacques-Cartier                | 2422                              | 220                               | 3 195,75                          | 47 813                            | Shannon                             | 10                                | 1981-04-01                        | Capitale-Nationale            |
| La Matanie                        | 2408                              | 080                               | 3 318,34                          | 20 883                            | Matane                              | 12                                | 1982-01-01                        | Bas-Saint-Laurent             |
| La Matapédia                      | 2407                              | 070                               | 5 374,57                          | 17 592                            | Amqui                               | 25                                | 1982-01-01                        | Bas-Saint-Laurent             |
| La Mitis                          | 2409                              | 090                               | 2 281,25                          | 18 363                            | Mont-Joli                           | 18                                | 1982-01-01                        | Bas-Saint-Laurent             |
| La Nouvelle-Beauce                | 2426                              | 260                               | 905,58                            | 37 988                            | Sainte-Marie                        | 11                                | 1982-01-01                        | Chaudière-Appalaches          |
| La Rivière-du-Nord                | 2475                              | 750                               | 451,02                            | 140 394                           | Saint-Jérôme                        | 5                                 | 1983-01-01                        | Laurentides                   |
| L'Assomption                      | 2460                              | 600                               | 255,65                            | 128 087                           | L'Assomption                        | 5                                 | 1983-01-01                        | Lanaudière                    |
| La Vallée-de-la-Gatineau          | 2483                              | 830                               | 12 480,50                         | 20 547                            | Gracefield                          | 22                                | 1983-01-01                        | Outaouais                     |
| La Vallée-de-l'Or                 | 2489                              | 890                               | 24 292,04                         | 43 347                            | Val-d'Or                            | 12                                | 1981-04-08                        | Abitibi-Témiscamingue         |
| La Vallée-du-Richelieu            | 2457                              | 570                               | 588,60                            | 131 803                           | Belœil                              | 13                                | 1982-01-01                        | Montérégie                    |
| Le Domaine-du-Roy                 | 2491                              | 910                               | 17 803,47                         | 31 095                            | Roberval                            | 11                                | 1983-01-01                        | Saguenay–Lac-Saint-Jean       |
| Le Fjord-du-Saguenay              | 2494                              | 942                               | 41 361,06                         | 23 110                            | Saint-Honoré                        | 16                                | 2002-02-18                        | Saguenay–Lac-Saint-Jean       |
| Le Golfe-du-Saint-Laurent         |                                   | 982                               | 40 653,45                         | 3 382                             | Côte-Nord-du-Golfe-du-Saint-Laurent | 8                                 | 2010-07-07                        | Côte-Nord                     |
| Le Granit                         | 2430                              | 300                               | 2 735,21                          | 21 948                            | Lac-Mégantic                        | 19                                | 1982-05-26                        | Estrie                        |
| Le Haut-Richelieu                 | 2456                              | 560                               | 936,02                            | 121 277                           | Saint-Jean-sur-Richelieu            | 14                                | 1982-01-01                        | Montérégie                    |
| Le Haut-Saint-François            | 2441                              | 410                               | 2 273,39                          | 22 926                            | Cookshire-Eaton                     | 14                                | 1982-01-01                        | Estrie                        |
| Le Haut-Saint-Laurent             | 2469                              | 690                               | 1 173,51                          | 22 213                            | Huntingdon                          | 14                                | 1982-01-01                        | Montérégie                    |
| L'Érable                          | 2432                              | 320                               | 1 287,86                          | 23 534                            | Plessisville                        | 10                                | 1982-01-01                        | Centre-du-Québec              |
| Le Rocher-Percé                   | 2402                              | 020                               | 3 076,80                          | 17 219                            | Chandler                            | 6                                 | 1981-04-01                        | Gaspésie–Îles-de-la-Madeleine |
| Les Appalaches                    | 2431                              | 310                               | 1 912,49                          | 43 412                            | Thetford Mines                      | 19                                | 1982-01-01                        | Chaudière-Appalaches          |
| Les Basques                       | 2411                              | 110                               | 1 121,82                          | 8 873                             | Trois-Pistoles                      | 11                                | 1981-04-01                        | Bas-Saint-Laurent             |
| Les Collines-de-l'Outaouais       | 2482                              | 820                               | 2 051,77                          | 54 498                            | Chelsea                             | 6                                 | 1991-12-04                        | Outaouais                     |
| Les Etchemins                     | 2428                              | 280                               | 1 810,05                          | 16 927                            | Lac-Etchemin                        | 13                                | 1982-01-01                        | Chaudière-Appalaches          |
| Les Jardins-de-Napierville        | 2468                              | 680                               | 803,07                            | 30 339                            | Saint-Michel                        | 11                                | 1982-01-01                        | Montérégie                    |
| Les Laurentides                   | 2478                              | 780                               | 2 479,05                          | 50 777                            | Mont-Blanc                          | 21                                | 1983-01-01                        | Laurentides                   |
| Les Maskoutains                   | 2454                              | 540                               | 1 302,90                          | 89 432                            | Saint-Hyacinthe                     | 17                                | 1982-01-01                        | Montérégie                    |
| Les Moulins                       | 2464                              | 640                               | 261,13                            | 171 127                           | Terrebonne                          | 2                                 | 1982-01-01                        | Lanaudière                    |
| Les Pays-d'en-Haut                | 2477                              | 770                               | 683,46                            | 46 906                            | Sainte-Adèle                        | 10                                | 1983-01-01                        | Laurentides                   |
| Les Sources                       | 2440                              | 400                               | 787,13                            | 14 623                            | Val-des-Sources                     | 7                                 | 1982-01-01                        | Estrie                        |
| Le Val-Saint-François             | 2442                              | 420                               | 1 403,43                          | 31 551                            | Richmond                            | 18                                | 1982-05-26                        | Estrie                        |
| L'Île-d'Orléans                   | 2420                              | 200                               | 192,85                            | 6 817                             | Sainte-Famille                      | 6                                 | 1982-01-01                        | Capitale-Nationale            |
| L'Islet                           | 2417                              | 170                               | 2 100,02                          | 17 598                            | Saint-Jean-Port-Joli                | 14                                | 1982-01-01                        | Chaudière-Appalaches          |
| Lotbinière                        | 2433                              | 330                               | 1 662,27                          | 34 586                            | Sainte-Croix                        | 18                                | 1982-01-01                        | Chaudière-Appalaches          |
| Manicouagan                       | 2496                              | 960                               | 35 705,48                         | 30 158                            | Baie-Comeau                         | 10                                | 1981-04-01                        | Côte-Nord                     |
| Marguerite-D'Youville             | 2459                              | 590                               | 346,04                            | 80 313                            | Verchères                           | 6                                 | 1982-01-01                        | Montérégie                    |
| Maria-Chapdelaine                 | 2492                              | 920                               | 36 768,21                         | 24 149                            | Dolbeau-Mistassini                  | 15                                | 1983-01-01                        | Saguenay–Lac-Saint-Jean       |
| Maskinongé                        | 2451                              | 510                               | 2 384,76                          | 37 292                            | Louiseville                         | 17                                | 1982-01-01                        | Mauricie                      |
| Matawinie                         | 2462                              | 620                               | 9 528,17                          | 55 500                            | Rawdon                              | 11                                | 1982-01-01                        | Lanaudière                    |
| Mékinac                           | 2435                              | 350                               | 5 222,10                          | 12 762                            | Saint-Tite                          | 14                                | 1982-01-01                        | Mauricie                      |
| Memphrémagog                      | 2445                              | 450                               | 1 319,29                          | 54 797                            | Magog                               | 17                                | 1982-01-01                        | Estrie                        |
| Minganie                          |                                   | 981                               | 54 796,43                         | 6 467                             | Havre-Saint-Pierre                  | 11                                | 1982-01-01                        | Côte-Nord                     |
| Montcalm                          | 2463                              | 630                               | 711,02                            | 58 680                            | Sainte-Julienne                     | 10                                | 1982-01-01                        | Lanaudière                    |
| Montmagny                         | 2418                              | 180                               | 1 698,13                          | 22 481                            | Montmagny                           | 14                                | 1982-01-01                        | Chaudière-Appalaches          |
| Nicolet-Yamaska                   | 2450                              | 500                               | 1 007,09                          | 23 848                            | Nicolet                             | 17                                | 1982-01-01                        | Centre-du-Québec              |
| Papineau                          | 2480                              | 800                               | 2 941,79                          | 24 308                            | Papineauville                       | 25                                | 1983-01-01                        | Outaouais                     |
| Pierre-De Saurel                  | 2453                              | 530                               | 597,55                            | 51 843                            | Sorel-Tracy                         | 12                                | 1982-01-01                        | Montérégie                    |
| Pontiac                           | 2484                              | 840                               | 12 991,82                         | 14 764                            | Campbell's Bay                      | 19                                | 1983-01-01                        | Outaouais                     |
| Portneuf                          | 2434                              | 340                               | 3 923,70                          | 55 523                            | Cap-Santé                           | 21                                | 1982-01-01                        | Capitale-Nationale            |
| Rimouski-Neigette                 | 2410                              | 100                               | 2 715,17                          | 57 191                            | Rimouski                            | 10                                | 1982-05-26                        | Bas-Saint-Laurent             |
| Rivière-du-Loup                   | 2412                              | 120                               | 1 277,15                          | 35 338                            | Rivière-du-Loup                     | 15                                | 1982-01-01                        | Bas-Saint-Laurent             |
| Roussillon                        | 2467                              | 670                               | 423,82                            | 185 568                           | Saint-Constant                      | 12                                | 1982-01-01                        | Montérégie                    |
| Rouville                          | 2455                              | 550                               | 483,12                            | 37 889                            | Marieville                          | 8                                 | 1982-01-01                        | Montérégie                    |
| Sept-Rivières                     |                                   | 971                               | 29 640,44                         | 34 358                            | Sept-Îles                           | 6                                 | 1981-03-18                        | Côte-Nord                     |
| Témiscamingue                     | 2485                              | 850                               | 16 420,32                         | 16 132                            | Ville-Marie                         | 25                                | 1981-04-15                        | Abitibi-Témiscamingue         |
| Témiscouata                       | 2413                              | 130                               | 3 904,03                          | 19 492                            | Témiscouata-sur-le-Lac              | 19                                | 1982-01-01                        | Bas-Saint-Laurent             |
| Thérèse-De Blainville             | 2473                              | 730                               | 207,20                            | 163 632                           | Sainte-Thérèse                      | 7                                 | 1982-05-26                        | Laurentides                   |
| Vaudreuil-Soulanges               | 2471                              | 710                               | 855,56                            | 162 600                           | Vaudreuil-Dorion                    | 23                                | 1982-04-14                        | Montérégie                    |

## Territoires équivalents

### Agglomérations ayant des responsabilités des MRC
En tant qu'entités supralocales, les agglomérations au Québec sont considérées par Statistique Canada comme des divisions de recensement. 
| Agglomération            | Agglomération | Agglomération | Agglomération           | Agglomération            | Agglomération                           | Agglomération | Agglomération       | Région administrative         |
| Nom officiel             | Code stat.    | Code géo.     | Superficie terres (km²) | Population (recensement) | Chef-lieu                               | Mun.          | Resp. MRC depuis le | Région administrative         |
| ------------------------ | ------------- | ------------- | ----------------------- | ------------------------ | --------------------------------------- | ------------- | ------------------- | ----------------------------- |
| La Tuque                 | 2490          | 900           | 26 356,13               | 15 038                   | La Tuque (ville)                        | 6             |                     | Mauricie                      |
| Les Îles-de-la-Madeleine | 2401          | 010           | 210,30                  | 12 654                   | Les Îles-de-la-Madeleine (municipalité) | 2             |                     | Gaspésie–Îles-de-la-Madeleine |
| Longueuil                | 2458          | 582           | 282,21                  | 436 785                  | Longueuil (ville)                       | 5             |                     | Montérégie                    |
| Montréal                 | 2466          | 660           | 499,26                  | 2 004 265                | Montréal (ville)                        | 16            |                     | Montréal                      |
| Québec                   | 2423          | 230           | 548,72                  | 588 777                  | Québec (ville)                          | 5             |                     | Capitale-Nationale            |

### Villes ayant des responsabilités des MRC
En tant qu'entités locales, les municipalités au Québec ayant des compétences de MRC sont considérées par Statistique Canada comme des subdivisions de recensement. 
| Ville          | Ville      | Ville     | Ville                   | Ville                    | Ville               | Région administrative   |
| Nom officiel   | Code stat. | Code géo. | Superficie terres (km²) | Population (recensement) | Resp. MRC depuis le | Région administrative   |
| -------------- | ---------- | --------- | ----------------------- | ------------------------ | ------------------- | ----------------------- |
| Gatineau       | 2481017    | 810       | 342,80                  | 291 041                  | 2002-01-01          | Outaouais               |
| Laval          | 2465005    | 650       | 247,23                  | 438 366                  |                     | Laval                   |
| Lévis          | 2425213    | 251       | 449,05                  | 149 683                  | 2002-01-01          | Chaudière-Appalaches    |
| Mirabel        | 2474       | 740       | 485,07                  | 61 108                   | 2016-01-01          | Laurentides             |
| Rouyn-Noranda  | 2486042    | 860       | 6 009,86                | 42 313                   | 2002-01-01          | Abitibi-Témiscamingue   |
| Saguenay       | 2494068    | 941       | 1 128,56                | 144 723                  | 2002-02-18          | Saguenay–Lac-Saint-Jean |
| Shawinigan     | 2436033    | 360       | 734,84                  | 49 620                   | 2002-01-01          | Mauricie                |
| Sherbrooke     | 2443027    | 430       | 353,76                  | 172 950                  | 2002-01-01          | Estrie                  |
| Trois-Rivières | 2437067    | 371       | 289,32                  | 139 163                  | 2002-01-01          | Mauricie                |

### Entités régionales du Nord-du-Québec
Les trois entités régionales du Nord-du-Québec forment, aux fins statistiques de Statistique Canada, une seule division de recensement, soit celle du Nord-du-Québec.
| Entité régionale | Entité régionale | Entité régionale | Entité régionale        | Entité régionale         | Entité régionale            | Entité régionale | Région administrative |
| Nom officiel | Code stat.       | Code géo.        | Superficie terres (km²) | Population (recensement) | Chef-lieu                   | Créée le         | Région administrative |
| --- | ---------------- | ---------------- | ----------------------- | ------------------------ | --------------------------- | ---------------- | --------------------- |
| Nord-du-Québec (division de recensement)                                                                                | 2499             | 990              | 747 191,93              | 45 740                   | néant                       | néant            | Nord-du-Québec        |
| dont Eeyou Istchee (territoire équivalent)                                                                              | néant            | 993              | 13 495,57               | 16 858                   | Nemaska (village cri)       | 2014-01-01       | Nord-du-Québec        |
| dont Jamésie (MRC géographique) qui comprend quatre villes ainsi que le gouvernement régional Eeyou Istchee Baie-James. | néant            | 992              | 283 859,89              | 14 832                   | néant                       | néant            | Nord-du-Québec        |
| dont Kativik (administration régionale)                                                                                 | néant            | 991              | 417 937,95              | 14 050                   | Kuujjuaq (village nordique) | 1978-06-23       | Nord-du-Québec        |

## Municipalités régionales de comté dissoutes
Ces anciennes MRC constituaient, aux fins statistiques de Statistique Canada, des divisions de recensement. 
| Ancienne municipalité régionale de comté | Ancienne municipalité régionale de comté | Ancienne municipalité régionale de comté | Ancienne municipalité régionale de comté | Ancienne municipalité régionale de comté | Ancienne municipalité régionale de comté | Ancienne municipalité régionale de comté | Ancienne municipalité régionale de comté | Région                        |
| Nom officiel                             | Code stat.                               | Code géo.                                | Superficie terres (km²)                  | Population (recensement)                 | Chef-lieu                                | Créée le                                 | Dissoute le                              | Région                        |
| ---------------------------------------- | ---------------------------------------- | ---------------------------------------- | ---------------------------------------- | ---------------------------------------- | ---------------------------------------- | ---------------------------------------- | ---------------------------------------- | ----------------------------- |
| Champlain                                |                                          | 634                                      |                                          | (2016)                                   | Longueuil                                |                                          | 2001-12-31                               | Montérégie                    |
| Desjardins                               |                                          | 365                                      |                                          | (2016)                                   | Lévis                                    | 1982-01-01                               | 2001-12-31                               | Chaudière-Appalaches          |
| Francheville                             |                                          | 435                                      |                                          | (2016)                                   | Trois-Rivières                           | 1982-01-01                               | 2002-12-31                               | Mauricie                      |
| La Région-Sherbrookoise                  |                                          | 560                                      |                                          | (2016)                                   | Sherbrooke                               |                                          | 2001-12-31                               | Estrie                        |
| Laval                                    |                                          | 670                                      |                                          | (2016)                                   | Laval                                    |                                          |                                          | Laval                         |
| Le Centre-de-la-Mauricie                 |                                          | 440                                      |                                          | (2016)                                   | Shawinigan                               |                                          | 2001-12-31                               | Mauricie                      |
| Le Haut-Saint-Maurice                    |                                          | 480                                      |                                          | (2016)                                   | La Tuque                                 |                                          | 2003-03-26                               | Mauricie                      |
| Les Chutes-de-la-Chaudière               |                                          | 370                                      |                                          | (2016)                                   | Saint-Romuald                            | 1982-01-01                               | 2001-12-31                               | Chaudière-Appalaches          |
| Les Îles-de-la-Madeleine                 |                                          | 010                                      |                                          | (2016)                                   | Havre-aux-Maisons                        |                                          |                                          | Gaspésie–Îles-de-la-Madeleine |
| Rouyn-Noranda                            |                                          | 820                                      |                                          | (2016)                                   | Rouyn-Noranda                            |                                          | 2001-12-31                               | Abitibi-Témiscamingue         |